# Costești (okręg Botoszany)
Costești – wieś w Rumunii, w okręgu Botoszany, w gminie Răchiți. W 2011 roku liczyła 1545 mieszkańców.